# کولسویل (مریلند)
کولسویل (به انگلیسی: Colesville) شهری در ایالت مریلند کشور ایالات متحده آمریکا است که جمعیت آن در سرشماری سال ۲۰۱۰ میلادی، ۱۴٬۶۴۷ نفر بوده‌است.